# Alfredo Metidieri
Alfredo Metidieri (Votorantim, 8 de março de 1919—Sorocaba, 17 de agosto de 2015) foi um empresário e dirigente esportivo brasileiro. Fundou e comandou por várias décadas a Indústria Metidieri de Tecelagem, uma das mais importantes na região de Sorocaba. Foi presidente do Esporte Clube São Bento por duas vezes e presidente da Federação Paulista de Futebol entre 1976 e 1978. Foi uma personalidade muito importante de Sorocaba como líder industrial e esportista, filantropo e incentivador cultural.

## Vida pessoal
Filho de Domenico Metidieri e Flora Perich, Alfredo Metidieri tinha onze irmãos e teve uma infância relativamente humilde, tendo que trabalhar desde cedo, ajudando seus pais nos trabalhos ao mesmo tempo em que frequentava a escola. Dos doze aos dezessete anos, Alfredo trabalhava pela manhã na empresa Votorantim, como tecelão. Cursou contabilidade enquanto trabalhava como balconista. Mais tarde, em virtude de problemas respiratórios, voltou a trabalhar com os pais na lavoura. Entre 1940 e 1945, serviu as Forças Armadas, aposentando-se como tenente. Não foi convocado a participar da Segunda Guerra Mundial.
No fim da década de 1950 comprou, junto com seu sogro Luís Peinado, teares velhos da Fábrica São Pedro de Itu e fundou a Indústria Têxtil Metidieri, que mais tarde viria a se tornar uma das mais importantes do interior paulista. Em 1975, a empresa tinha cerca de 1,35 mil trabalhadores. Dois anos depois, funcionavam na empresa 240 teares, cuja produção era voltada tanto para o mercado interno quanto externo. Em 1977, vendeu a empresa.
Promoveu vários eventos artísticos e feiras agropecuárias e industriais, destacando o nome da cidade e da região em todo o Estado de São Paulo. Foi presidente da Lions Club e fundou a Guarda Mirim de Sorocaba. Foi casado por mais de sessenta anos com Iolanda Peinado Metidieri, com quem teve três filhos, dez netos e cinco bisnetos.
Alfredo Metidieri faleceu em Sorocaba aos 96 anos .

## Futebol
Alfredo sempre teve admiração aos esportes, apesar de nunca ter se tornado um atleta, encontrou na administração esportiva uma de suas vocações. Em 1956 iniciou a sua carreira como esportista, tornando-se Conselheiro do Esporte Clube São Bento, o qual participou ativamente por 35 anos, dos quais por duas oportunidades foi presidente, 15 anos no total. Influente e participativo, tornou-se em 1976 presidente da Federação Paulista de Futebol, por indicação de um grupo formado por lideranças dos treze clubes menos representativos da série principal (clubes do interior e o Juventus).
À frente da Federação por dois anos, os clubes pequenos passaram a ter mais influência nas decisões e foi inventada uma nova tabela de jogos, em que, além de disputar o Campeonato Paulista, os clubes ainda tinham a oportunidade de conquistar mais dois títulos, a Taça São Paulo e Taça Cidade de São Paulo (equivalentes ao primeiro e ao segundo turnos). Deixou a Federação Paulista ao perder a reeleição, depois de os conflitos de interesses entre os clubes aumentarem cada vez mais.